# Serra Dolcedorme
Serra Dolcedorme je s nadmořskou výškou 2 267 metrů nejvyšší horou masivu Pollino, nejvyšší horou Kalabrijských Apenin, Lukánských Apenin a Jižních Apenin.
Serra Dolcedorme leží na jihu Itálie, v Kalábrii, u hranice s Basilicatou.
S prominencí 1 715 metrů náleží k ultraprominentním vrcholům v Evropě. V blízkosti hlavního vrcholu se nachází druhotné vrcholy Timpa di Valle Piana (2 163 m) a Timpa del Pino di Michele (2 069 m).